# Brigadistak Sound System
Brigadistak Sound System es el título del primer álbum en solitario del músico vasco Fermin Muguruza. Aunque existe Amodio eta gorrotozko kantak/Canciones de amor y odio (1984-1998) acreditado a Fermin, en realidad este se trató de un álbum recopilatorio de su andadura en anteriores grupos (Kortatu, Negu Gorriak y Fermin Muguruza eta Dut). Así, el primer álbum de composiciones propias de Fermin es Brigadistak.
Para la grabación del álbum Fermin recorrió varios países visitando diferentes estudios de grabación. Roma, Caracas, Los Ángeles, Biarritz, Barcelona o Azkarate fueron algunas de las ciudades en las que se grabó el álbum. Además, para cada canción Muguruza se rodeó de diferentes músicos y grupos, como Hechos Contra el Decoro, Todos Tus Muertos, Desorden Público, Manu Chao, Tom Darnal, Fernando Sapo o Mikel Abrego, por destacar algunos.
La mayor parte de las canciones son del propio Fermin, excepto «54-46», que es una versión de «54-46 was my number» de The Maytals. La música de «Newroz», «Maputxe», «Brigadistak»  y «Nazio ibiltaria naiz» fue compuesta por Iñigo Muguruza, Manu Chao, Tom Darnal y Atzlan Underground, respectivamente. La letra de «Eguraldi lainotsua hiriburuan» es un poema de Joseba Sarrionandia. Además, el álbum se cerraba con una remezcla de Mad Professor.
Brigadistak Sound System apareció en junio de 1999 de la mano de la discográfica independiente Esan Ozenki. Contó con distribución en Europa (editada por Gridalo Forte) y Estados Unidos (edición de Piranha de 2002).

## Grabación y gestación del álbum
Brigadistak Sound System se grabó en muchas partes del mundo y utilizando un gran número de artistas para cada canción (Fermin Muguruza asegura que fueron más de cien). En principio la idea de Fermin no era la de seguir este proceso de grabación, pero se fue animando conforme los músicos implicados fueron demostrando entusiasmo por el proyecto.
La grabación comenzó el 10 de diciembre de 1998, seis meses antes del lanzamiento del álbum.

## Lista de canciones
1. «Urrun» («Lejos»)
(Letra y música: Fermin Muguruza)
2. «Hitza har dezagun» («Tomemos la palabra»)
(Letra y música: Fermin Muguruza)
3. «Newroz»
(Letra: Fermin Muguruza. Música: Iñigo Muguruza)
4. «Puzka» («Soplando»)
(Letra y música: Fermin Muguruza)
5. «Harria» («Piedra»)
(Letra y música: Fermin Muguruza)
6. «Lagun nazakezu?» («¿Puedes ayudarme?»)
(Letra y música: Fermin Muguruza)
7. «Eguraldi lainotsua hiriburuan» («Tiempo de bruma en la capital»)
(Letra: Joseba Sarrionandia. Música: Fermin Muguruza)
8. «Maputxe» («Mapuche»)
(Letra: Fermin Muguruza. Música: Manu Chao)
9. «Brigadistak» («Brigadistas»)
(Letra: Fermin Muguruza. Música: Tom Darnal)
10. «Oasiko erregina» («Reina del oasis»)
(Letra y música: Fermin Muguruza)
11. «54-46»
(Letra y música: F. Hibbert)
12. «Ari du hotza» («Hace frío»)
(Letra y música: Fermin Muguruza)
13. «Nazio ibiltaria naiz» («Soy una nación andante»)
(Letra: Fermin Muguruza. Música: Atzlan Underground)
14. «Urrun dub»
(Letra y música: Fermin Muguruza. Remezcla de Mad Professor)

## Personal
1. «Urrun»
- Fermin Muguruza: voz principal.
- Grupo: Radici Nel Cemento.
  - Vincenzo Carincia: batería.
  - Adriano Bono: guitarra.
  - Giulio Ferrante: bajo.
  - Willy Tonna: teclados
  - Federico Re: percusiones
  - Christian Simone: saxofón
  - Stefano Cecchi: trompeta
  - Francesco 'Sandokan' Antonozzi: trombón
- Piccio: voz. Banda Bassotti
- Castro X: voz.

2. «Hitza har dezagun»
- Fermin Muguruza: voz principal.
- Grupo: Desorden Público.
  - Dan-Lee Sarmiento: batería y voz.
  - Antonio rojas: guitarra y voz
  - Emigdio Suárez: teclados
  - Oscacello 'El Magnífico' Alcaino: percusiones.
  - Caplis: bajo y voz.
  - Horacio blanco: guitarra y voz.
  - José 'Cheo' Romero: trombón.
  - Kiko Nuñez: saxofón.
  - José 'Maestro Cheo' Rodríguez: trompeta.
- Afrika: voz.
- Kattalin Habans: voz.

3. «Newroz»
- Fermin Muguruza: voz principal.
- Iñigo Muguruza: bajo y guitarra.
- Mikel Abrego: batería.
- Oliver Zavala: trompeta.
- Jon Pantle: trombón.
- Angelo Moore 'Fishbone': saxofón y voz.
- Bayram: voz.
- Afrika: voz.

4. «Puzka»
- Fermin Muguruza: voz.
- Xabi Pery: programaciones.

5. «Harria»
- Fermin Muguruza: voz.
- Grupo: Tijuana No.
  - Alex Zúñiga: tarola.
  - Jorge Velásquez: bajo.
  - Jorge Jiménez: guitarra.
  - Luis Güereña: voz y percusiones.
  - Teca García: voz y percusiones.
- Jon Pantle: trombón.
- Mikel Abrego: batería.
- Afrika: voz.
- Kattalin Habans: voz.

6. «Lagun nazakezu?»
- Fermin Muguruza: voz principal.
- Grupo: Hechos Contra el Decoro.
  - Ramiro Tersse 'Ramiroquai': batería.
  - Eva Reina: voz y teclados.
  - Andrés Belmonte: bajo.
  - Alfonso 'Alcohol Jazz': guitarra.
  - Angelo Mancini: trompeta.
  - Antonio Muniz Barreto: saxofón.

Ángel Luis Lara 'El Ruso': voz.
7. «Eguraldi lainotsua hiriburuan»
- Fermin Muguruza: voz.
- Grupo: International Spartak.
  - HB Prod, Master Wizard, MC. Loo Ranx, Big Up A. Ayahuasca, El Sotol Dub Posse: arreglos y programación.
  - MC. Loo Ranx: voz.
  - Give: trombón.
  - Brice Toutoukpo: bajo.
  - Hugues Schecroun: teclados.

8. «Maputxe»
- Fermin Muguruza: voz.
- Manu Chao: programaciones, guitarra y bajo.
- Roy Taci: trompeta.
- Rosario Patania: trombón.
- Mikel Azpiroz: teclados.

9. «Brigadistak»
- Fermin Muguruza: voz.
- P18: programaciones, guitarras y teclados.
- Sree: scratch.
- Tom Darnal: voz.
- Schultz (Parabellum): voz.
- Christophe Robles: voz.
- Alex (Inadaptats): voz invitada.
- Fernando Sapo: voz invitada.
- Yuriria Pantoja: voz invitada.

10. ««Oasiko erregina»»
- Fermin Muguruza: voz principal y guitarra.
- Grupo: Los Van Van. 
  - Samuel Formell: batería y coros.
  - Boris Luna: piano.
  - Hugo Morejón: trombón.
- Grupo Dani Losada y la Timba Cubana
  - Jorge González: bajo.
  - Alexis Ramírez: trompeta.
  - Heber Méndez: teclados.
- Iñigo Muguruza: guitarra.
- Amparo Sánchez: voz invitada.

11. ««54-46»»
- Fermin Muguruza: voz.
- Grupo: Todos Tus Muertos.
  - Pablo Potenzioni: batería.
  - Horacio Gamexane: guitarra.
  - Félix Gutiérrez: bajo.
  - Fidel Nadal: voz.
  - Pablo 'Dronkit Master' Molina: voz.
- Ana Sol Torroixa: percusiones.
- German: teclados.
- Amilcar 'Lumumba': voz invitada.

12. «Ari du hotza»
- Fermin Muguruza: voz principal y guitarra.
- Kaki Arkarazo: programaciones, arreglos y guitarra.
- Mikel Abrego: batería.
- Mikel Azpiroz: teclados.
- Stefano Cecchi: trompeta.
- Francesco «Sandokan» Antonozzi: trombón.
- Kattalin Habans: coros.

13. «Nació ibiltaria naiz»
- Fermin Muguruza: voz principal.
- Grupo: Atzlan Underground.
  - Yaotl: voz.
  - Bulldog: voz.
  - Rudy Ramírez: batería.
  - Chenek: percusiones.
  - Joe: bajo.
  - Bobby Ramírez: guitarra.
- Rodleen Getsic: voz invitada.